# Bartholomew County
Bartholomew County är ett county i delstaten Indiana, USA. År 2010 hade countyt 76 794 invånare. Den administrativa huvudorten (county seat) är Columbus. 

## Geografi
Enligt United States Census Bureau har countyt en total area på 1 060 km². 1 053 km² av den arean är land och 7 km² är vatten. 

### Angränsande countyn
- Shelby County - nordost
- Decatur County - öst
- Jennings County - sydost
- Jackson County - syd
- Brown County - väst
- Johnson County - nordväst